# Педру-II (Пиауи)
Педру-II (порт. Pedro II) — муниципалитет в Бразилии, входит в штат Пиауи. Составная часть мезорегиона Северо-центральная часть штата Пиауи. Входит в экономико-статистический микрорегион Кампу-Майор. Население составляет 37 496 человек на 2010 год. Занимает площадь 1518,233 км². Плотность населения — 24,70 чел./км².

## Демография
Согласно сведениям, собранным в ходе переписи 2010 г. Национальным институтом географии и статистики (IBGE), население муниципалитета составляет:
| Полное население                               | Полное население                               | Полное население                               | Полное население                               | 37 496 |
| ---------------------------------------------- | ---------------------------------------------- | ---------------------------------------------- | ---------------------------------------------- | ------ |
| в том числе:                                   | Городское население                            | 22 666                                         | Процент городского населения, %                | 60,45  |
|                                                | Сельское население                             | 14 830                                         | Процент сельского населения, %                 | 39,55  |
|                                                | Мужское население                              | 18 443                                         | Процент мужского населения, %                  | 49,19  |
|                                                | Женское население                              | 19 053                                         | Процент женского населения, %                  | 50,81  |
| Плотность населения, чел/км²                   | Плотность населения, чел/км²                   | Плотность населения, чел/км²                   | Плотность населения, чел/км²                   | 24,70  |
| Население муниципалитета в % к населению штата | Население муниципалитета в % к населению штата | Население муниципалитета в % к населению штата | Население муниципалитета в % к населению штата | 1,20   |

По данным оценки 2016 года, население муниципалитета составляет 38 055 жителей.

## Статистика
- Валовой внутренний продукт на 2003 год составляет 50 760 555,00 реалов (данные: Бразильский институт географии и статистики).
- Валовой внутренний продукт на душу населения на 2003 год составляет 1373,84 реалов (данные: Бразильский институт географии и статистики).
- Индекс развития человеческого потенциала на 2000 год составляет 0,605 (данные: Программа развития ООН).